# إرنست بيلي
إرنست بيلي (15 نوفمبر 1881 بأديلايد في أستراليا - 16 أغسطس 1966) (بالإنجليزية: Ernest Bailey)‏ هو لاعب كريكت أسترالي.

## وصلات خارجية
- إرنست بيلي على موقع إي آس بي آن كريك إنفو (الإنجليزية)